# Wydawnictwo Trio
Wydawnictwo Trio – warszawska oficyna wydawnicza; działała w latach 1992–2016.
Oferta wydawnictwa liczyła ponad 270 tytułów. Rocznie nakładem oficyny ukazywało się około 20 tytułów. Bliskie kontakty z historykami i ich gotowość do współpracy sprawiły, że oficyna szybko wyspecjalizowała się i większość jej publikacji stanowiła literatura historyczna przeznaczona głównie dla środowisk akademickich, młodzieży licealnej i nauczycieli, a także dla szerokiego grona miłośników historii.
Poza seriami wydawniczymi (Historia powszechna, Historia państw świata w XX wieku, W krainie PRL, W Krainie PRL, W Krainie KDL, Oblicza Japonii, Obyczaje – prawo i polityka – życie codzienne, Archeologia, Akademia polszczyzny, Biblioteka Instytutu im. H. Arendt, Biblioteka TVN, O wojnach i konfliktach), oficyna publikowała wspomnienia, monografie, reportaże, podręczniki akademickie i prace popularnonaukowe.
31 grudnia 2016 Wydawnictwo Trio zakończyło działalność.